# Lee Jung-keun
Lee Jung-keun   () és un lluitador sud-coreà, ja retirat, especialista en lluita lliure, que va competir durant la dècada de 1980.
El 1984 va prendre part en els Jocs Olímpics d'Estiu de Los Angeles, on guanyà la medalla de bronze en la competició del pes ploma del programa de lluita lliure.
En el seu palmarès també destaquen dues medalles en els Jocs Asiàtics, d'or el 1986 i de plata el 1982.